# Virginie Brac
Pour les articles homonymes, voir Famille Brac de La Perrière, Brac et La Perrière.
Œuvres principales
- Double Peine

Virginie Brac, née Virginie Brac de La Perrière le 27 juillet 1955 à Alger, est une romancière et une scénariste de télévision française. Elle est notamment l'auteure de la mini série Tropiques amers et de la deuxième saison de la série Engrenages pour Canal+.

## Biographie
Elle est la fille de Michel Brac de La Perrière et de Corinne Chevallier, fille de Jacques Chevallier, ancien maire d'Alger.
Elle commence une carrière d'écrivain de polar dans les années 1980  avec Sourire kabyle et Mort d’un fauve. 
Après une interruption de huit ans, elle propose un livre pour enfants Bienvenue chez les Nasebrocs puis entame une série, Les aventures de la psychiatre urgentiste Véra Cabral. Elle sera récompensée pour deux volumes de cette série : le prix des Ancres noires du festival du polar du Havre pour Notre-Dame des barjots et le grand prix de littérature policière en 2004 pour Double peine.  
Depuis 2005, elle se concentre sur son métier de scénariste de séries télévisées.

## Romans
- 1982 : Sourire kabyle, coll. « Engrenage » no 47
- 1983 : Mort d'un fauve, coll. « Engrenage » no 66
- 1984 : Miss monde chez les anges
- 1992 : Bienvenue chez les Nasebrocs
- 1997 : Cœur caillou

### Enquêtes de la psychiatre urgentiste Véra Cabral
- 2000 : Tropique du pervers
- 2002 : Notre-Dame des barjots
- 2004 : Double Peine, Grand prix de littérature policière 2004

## Filmographie
- 1993 : Embrasse-moi vite ! (TV): scénariste
- 1995 : Danse avec la vie (TV): scénariste
- 1997 : Maigret et l'improbable Monsieur Owen (TV): scénariste
- 2003 : L'Adieu (TV): scénariste
- 2004 : L'Homme qui venait d'ailleurs (TV): scénariste
- 2005 : Engrenages (TV) : scénariste
- 2006 : Les Camarades (TV): scénariste
- 2007 : Tropiques amers (TV): scénariste
- 2008 : Vérités assassines, (TV) : scénariste
- 2008 : Engrenages, (TV) : scénariste
- 2011 : Les Beaux Mecs, (TV) : scénariste
- 2015 : Paris, (TV) : scénariste
- 2016 : Dans l'ombre du tueur, (TV) : scénariste
- 2020 : Cheyenne et Lola (série télévisée)
- 2023 : Liaison (série télévisée)
- 2025 : Cœurs Noirs (série télévisée): scénariste

## Prix
- Grand prix de littérature policière 2004 pour Double Peine[1]